# فاتح ربيعي
فاتح ربيعي (29 مارس 1963 -)هو الأمين العام لمجلس الشعبي الوطني في الجزائر وأحد المؤسين لرابطة الطلبة الجزائريين.

## النشأة والدراسة
من مواليد 29 مارس 1963م في سيدي نعمان الواقعة ضمن ولاية المدية. تلقى تعليمه الابتدائي والثانوي بالمدية، وقد حصل على شهادة الباكالوريا في سنة1985م، ثم حصل على شهادة التعليم المتوسط بشعبة الرياضيات من المعهد الوطني لتكوين الأساتذة، وكان الأول على دفعة عام 1986 مما جعله يَعمل كأستاذ للتعليم المتوسط.
التحق بكلية أصول الدين في جامعة الجزائر عام 1991 لينال شهادة الليسانس من قسم أصول الفقه بتقدير جيد. ثم حصل على شهادة الماجستير في العلوم الإسلامية من كلية العلوم الإسلامية في جامعة باتنة عام 2001،وقد حصل لاحقاً على شهادة الدكتوراة في العلوم الإسلامية من كلية العلوم الإسلامية من جامعة الجزائر عام 2011.

## النشاط والعمل السياسي
عين عضواً في المكتب الوطني للطلبة من سنة 1986 إلى سنة 1994، وهو أحد مؤسسي الرابطة الوطنية للطلبة الجزائريين. وبعد ذلك أصبح عضواً في مجلس الشورى الوطني لحركة النهضة وعضواً في المكتب الوطني بعد المؤتمر التأسيسي سنة 1994م. وقد أصبح رئيس مجلس الشورى الوطني بعد مؤتمر عام 1998م، ثم عين لاحقاً رئيس الحركة بالنيابة من عام 1999 وحتى مؤتمر 2003م، وكان أيضاً رئيس «اللجنة الوطنية لتحضير المؤتمر الثالث» للحركة عام 2003م. وقد انتخب أميناً عاماً للحركة عام 2006م، ثم انتخب أميناً عاماً للحركة بعد مؤتمر 2007 م ويشغل المنصب إلى اليوم (على الأقل 2011).